# Nederlands Muziek Instituut

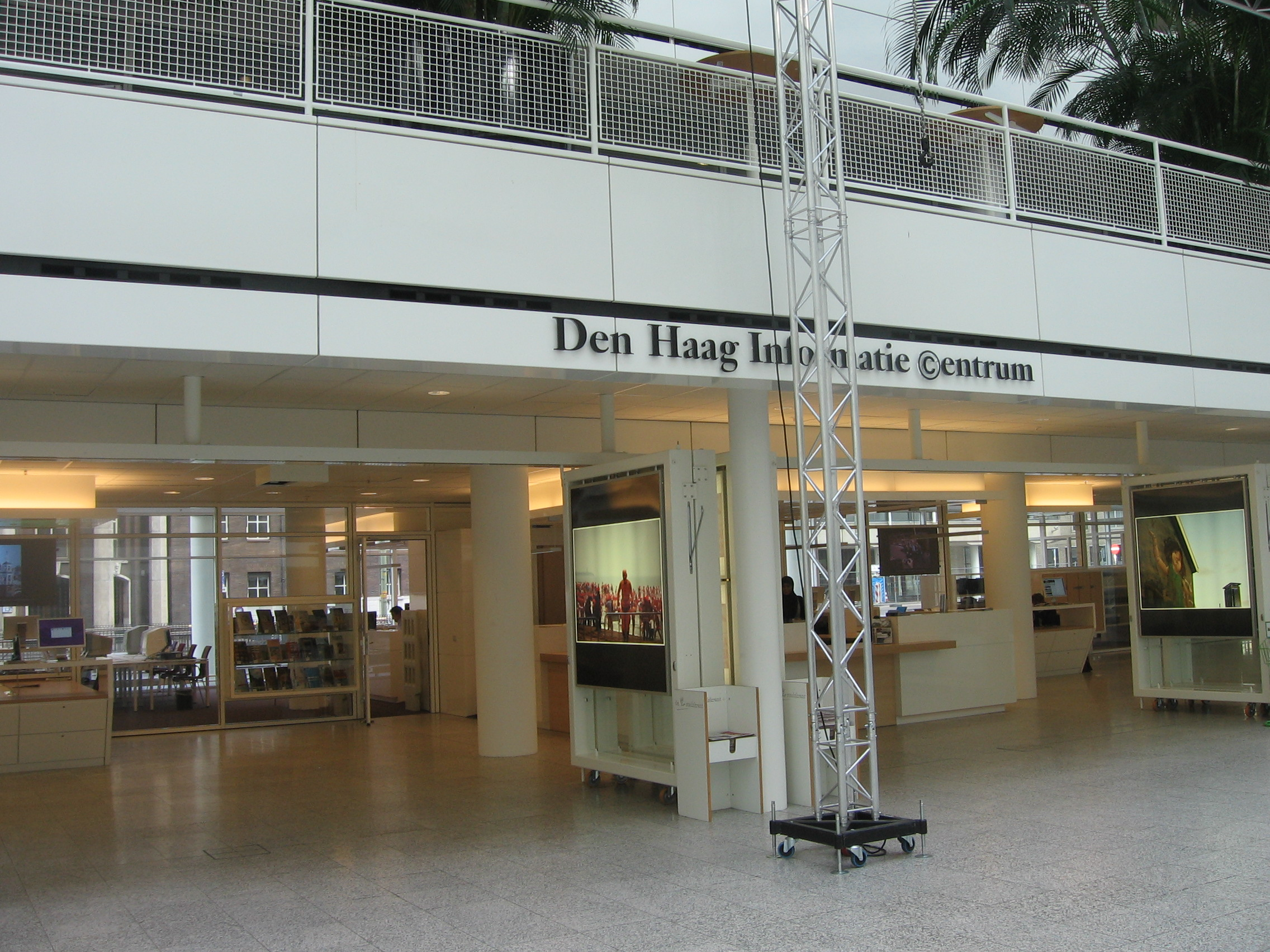
Ingang van het Haags Gemeentearchief in het Haagse Stadhuis aan het Spui waar het instituut gevestigd is

Het Nederlands Muziek Instituut (NMI) is een in 1999 opgericht centraal archief voor het muzikale erfgoed van Nederland. Het stelt zich ten taak bronnenmateriaal te conserveren, ontsluiten en aan het publiek beschikbaar te stellen. Het instituut maakt als Collecties Nederlands Muziek Instituut deel uit van het Haags Gemeentearchief in Den Haag. 

## Geschiedenis
Het NMI is in 1999 ontstaan door het samengaan van twee collecties: de muziekarchieven en de muziekbibliotheek van het Gemeentemuseum Den Haag, en de muziekdocumentatieverzameling Musica Neerlandica. Het werd in 2000 gehuisvest in de Koninklijke Bibliotheek te Den Haag.
In 2006 werd het instituut verzelfstandigd en door het Ministerie van OC&W aangewezen als sectorinstituut voor het muziekerfgoed, gefinancierd door de gemeente Den Haag en het ministerie. De rijkssubsidie verviel per 1 januari 2013 waardoor de inkomsten met 60 procent afnamen. Vanaf 2015 zijn de collecties ondergebracht in de depots van het Haags gemeentearchief aan het Spui.

## Collectie
Zwaartepunten in de huidige collectievorming van de muziekbibliotheek zijn de literatuur over muziekinstrumenten (organologie), historische uitvoeringspraktijk, geschiedenis van de muziek van 1600 tot 1800, en Nederlandse muziekgeschiedenis. De collectie bevat 100.000 muziekhandschriften van vooral Nederlandse componisten. Daarnaast meer dan 200.000 brieven en andere persoonlijke documenten van musici. Hieronder ook briefwisselingen tussen Nederlandse en buitenlandse componisten waaronder Johannes Verhulst met Felix Mendelssohn en Robert Schumann, Alexander Schmuller met Max Reger, Willem Mengelberg met Gustav Mahler en Richard Strauss en Julius Röntgen met Edvard Grieg.
De muziekbibliotheek van het Gemeentemuseum heeft haar oorsprong in de verzameling van de Haagse bankier en muziekhistoricus D.F. Scheurleer (1855-1927), die tot 1935 was ondergebracht in het Muziekhistorisch Museum Scheurleer. De eerste muziekconservator van het Gemeentemuseum, Dirk J. Balfoort, is begonnen met het verzamelen van archieven van Nederlandse musici. De Collectie Scheurleer omvat een aantal handschriften (onder meer de autograaf van Mozarts Galimathias Musicum KV32 en het zogeheten Frankenberger orgelhandschrift van Johann Gottfried Walther), alsmede veelal vroege uitgaven van muziek en muziektraktaten.
De violist Willem Noske (1918-1995) begon zijn verzameling Musica Neerlandica nadat hij door toedoen van Balfoort hevig geïnteresseerd was geraakt in de Nederlandse muziekgeschiedenis. In enkele tientallen jaren wist hij 27.000 uitgaven van Nederlandse muziek en documentatie bijeen te brengen, vooral uit de periode 1850-1950. Ook bracht hij een groet verzameling vioolmuziek bijeen, de Casa del Violino, die in de bibliotheek is onderbracht. 
Latere toevoegingen zijn de collectie operapartituren met uitvoeringsmateriaal en tekstboeken van het Théâtre Français de La Haye, de muziekbibliotheken van verschillende orkesten en enkele particuliere collecties, waaronder de Alsbach Collectie (14.000 titels Nederlandse muziek).
De collectie muziekarchieven omvat verder honderden nalatenschappen van Nederlandse componisten en uitvoerend musici, onder wie Henriëtte Bosmans, Alphons Diepenbrock, Willem Mengelberg, Johan Wagenaar, Tristan Keuris, Peter Schat en Aafje Heynis. Ook van organisaties en ensembles die een belangrijke rol vervullen in het Nederlands muziekleven, zoals Donemus, Buma/Stemra, Koninklijke Vereniging voor Nederlandse Muziekgeschiedenis (KVNM), Hoketus, De Volharding, zijn omvangrijke archieven aanwezig. Verder is er een verzameling geluidsopnames, foto's en documentatie, die hoofdzakelijk bestaat uit knipsels en concertprogramma's.